# NGC 3343
NGC 3343 est une galaxie elliptique située dans la constellation du Dragon. Elle a été découverte par l'astronome germano-britannique William Herschel en 1785.

## Caractéristiques
Sa vitesse par rapport au fond diffus cosmologique est de 6 357 ± 300 km/s, ce qui correspond à une distance de Hubble de 93,8 ± 7,9 Mpc (∼306 millions d'al).